# Leptodexia gracilis
Leptodexia gracilis là một loài ruồi trong họ Tachinidae.